# استان مادانگ
مادانگ یکی از استان‌های کشور پاپوآ گینه نو می‌باشد که در ساحل شمالی سرزمین اصلی پاپوآ گینه نو واقع شده‌است. مرکز این استان مادانگ است. بلندترین قله‌های کشور در این استان واقع شده و دارای آتشفشان‌های فعال می‌باشد. بیشترین تنوع زبان در میان استان‌های کشور در مادانگ دیده می‌شود.

## ترابری
فرودگاه مادانگ در این استان واقع شده‌است.

## تقسیمات
این استان از ۶ منطقه تشکیل شده‌است و این منطقه‌ها در مجموع دارای ۱۶ فرمانداری محلی هستند. لازم به ذکر است که هر فرمانداری محلی، در زمان آمارگیری به چند بخش تقسیم می‌شود.
| منطقه              | مرکز منطقه   | نام فرمانداری محلی                  |
| ------------------ | ------------ | ----------------------------------- |
| منطقه بوگیا        | بوگیا        | فرمانداری محلی روستایی آلمامی       |
| منطقه بوگیا        | بوگیا        | فرمانداری محلی روستایی ایابو        |
| منطقه بوگیا        | بوگیا        | فرمانداری محلی روستایی یاوار        |
| منطقه مادانگ       | مادانگ       | فرمانداری محلی روستایی آمبنوب       |
| منطقه مادانگ       | مادانگ       | فرمانداری محلی شهری مادانگ          |
| منطقه مادانگ       | مادانگ       | فرمانداری محلی روستایی ترانسگوگول   |
| منطقه رامو میانه   | سیمبائی      | فرمانداری محلی روستایی آراباکا      |
| منطقه رامو میانه   | سیمبائی      | فرمانداری محلی روستایی جوزف اشتال   |
| منطقه رامو میانه   | سیمبائی      | فرمانداری محلی روستایی سیمبائی      |
| منطقه ساحل رائی    | ساحل رائی    | فرمانداری محلی روستایی خلیج اسطرلاب |
| منطقه ساحل رائی    | ساحل رائی    | فرمانداری محلی روستایی ناهو راوا    |
| منطقه ساحل رائی    | ساحل رائی    | فرمانداری محلی روستایی سائیدور      |
| منطقه سومکار       | جزیره کارکار | فرمانداری محلی روستایی کارکار       |
| منطقه سومکار       | جزیره کارکار | فرمانداری محلی روستایی سومگیلبار    |
| منطقه اوزینو بوندی | اوزینو       | فرمانداری محلی روستایی بوندی        |
| منطقه اوزینو بوندی | اوزینو       | فرمانداری محلی روستایی اوزینو       |